# Plaza de toros de Albacete
La plaza de toros de Albacete es el coso taurino de la ciudad española de Albacete. Popularmente conocida como «La Chata»,[¿Por qué?] José María de Cossío la calificó como «una de las más excelentes de España» en su monumental tratado taurino El Cossío. Entre otros elementos, destaca por la cantidad de festejos taurinos que celebra a lo largo del año (26 en 2011), más que muchas plazas de primera categoría de España y Francia.
Se sitúa en el barrio Feria de la capital albaceteña, frente a su emblemático paseo de la Feria.  Con un aforo de 12 000 espectadores, es una de las plazas de mayor prestigio en el arte de la tauromaquia y ha inspirado la construcción de otros cosos taurinos en el mundo.

## Características
La plaza de toros de Albacete tiene clara influencia mudéjar, manifestándose en las torretas y la puerta principal con un arco en forma de herradura. Además del amplio tendido, posee una extensa grada cubierta y todas las dependencias necesarias para la celebración de festejos taurinos.
En 1918 se reformaron los tendidos, colocándoles piedra de Novelda, que es la que actualmente aún existe. En 1921 se cambió la cubierta y unos veinte años más tarde se amplió el aforo.
Está configurada, al igual que todas las plazas, en las típicas zonas de barrera, tendidos y palcos. Cuenta con los servicios de capilla, enfermería, así como con las dependencias de portería y guarda.
Es un edificio exento, y como tal, sin medianeras, rodeado por la acera y una explanada en la que se sitúa una zona de aparcamientos, desde la que a través del patio de caballos, anexo a los corrales de los toros, se encuentra la entrada trasera por la que acceden los operarios y todos los materiales necesarios para cualquier espectáculo, ya sean conciertos, óperas y por supuesto, el espectáculo por definición para el que es construido este espacio, las corridas de toros.
El actual corralero de la plaza es Juan Francisco de Lamo, más conocido como «Munera».

## Historia

### Los primeros festejos taurinos: la plaza del Altozano

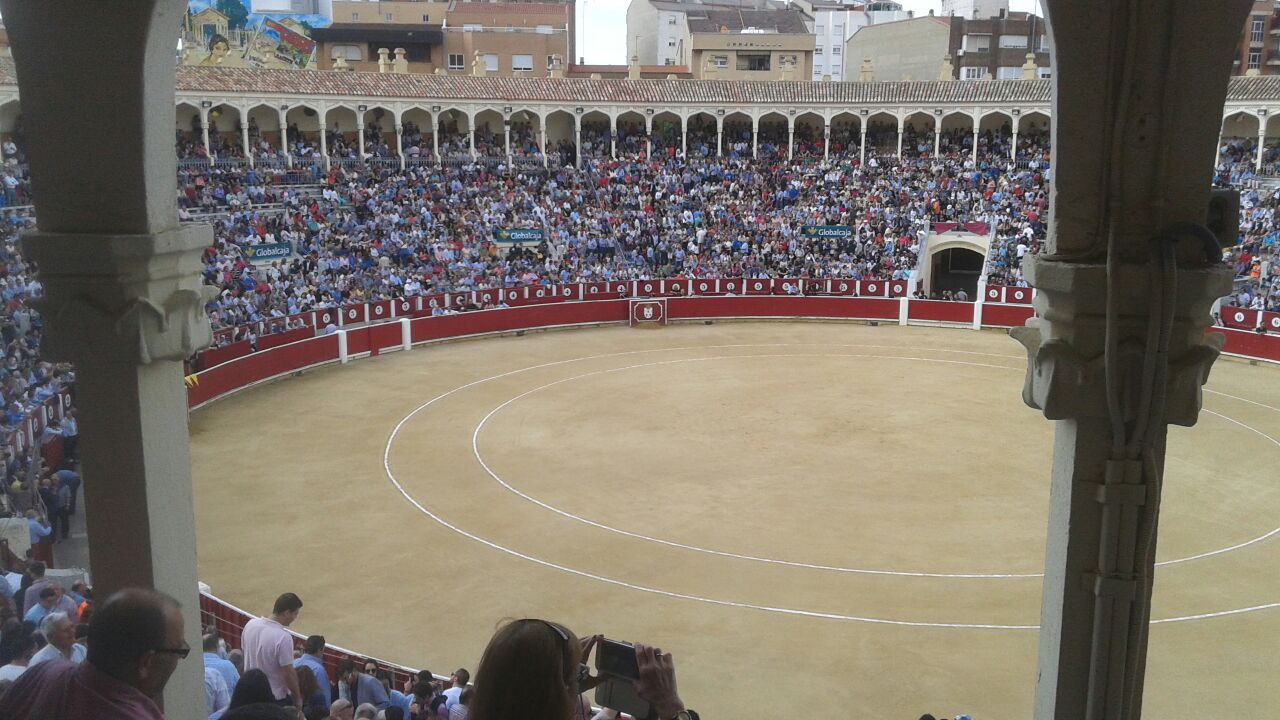
Vista interior de la plaza de toros de Albacete

La ciudad de Albacete tiene una importante tradición taurina que se remonta siglos atrás. En 1564 el acta del cabildo de la ciudad, fechado el 29 de mayo, acordó la celebración de fiestas de toros en la plaza del Altozano (centro de la ciudad de la época) el 24 de junio con motivo de la celebración de San Juan, patrón de la capital.

### Las dos primeras plazas de toros
La primera plaza de toros de obra que se construyó en Albacete data de finales del siglo XVIII y estuvo situada en el paseo de la Feria. Popularmente fue conocida como la plaza de «Caulín», en recuerdo del que fuera su primer empresario. En 1829 fue inaugurado el segundo coso taurino de Albacete, conocido como plaza de toros Vieja, con capacidad para 7 400 espectadores.

### La actual plaza de 1917

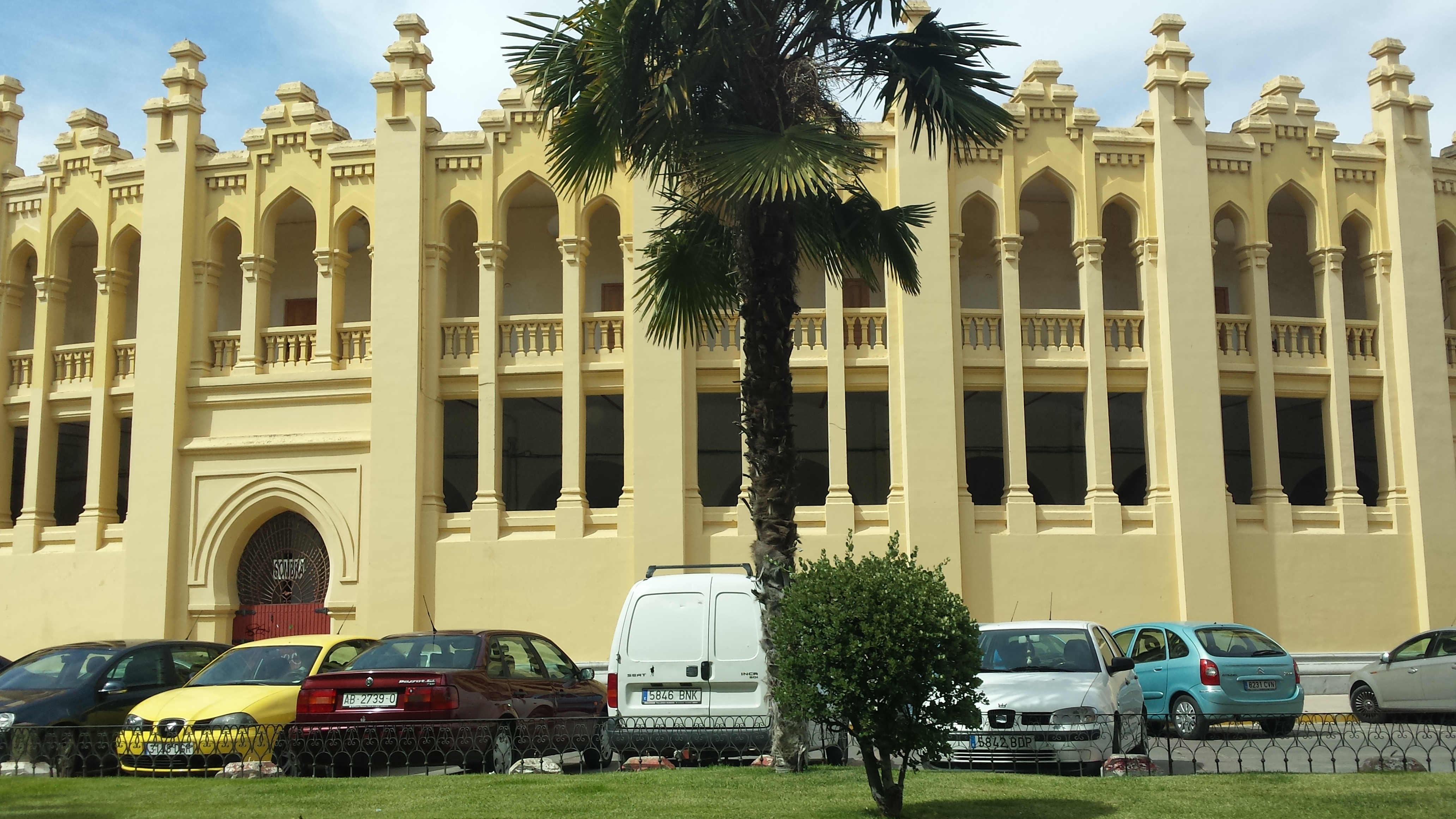
Vista de la plaza de toros de Albacete

Ya en el siglo XX, en 1916, el entonces alcalde Francisco Fontecha propuso la construcción de una nueva plaza ante el estado de deterioro que presentaba la anterior.
El 20 de septiembre de 1916 se celebró una reunión en el ayuntamiento para tratar el asunto, y tras la exposición del alcalde se propuso la construcción de una nueva plaza de toros argumentando en primer lugar los motivos aludidos de falta de seguridad del viejo coso y también la certeza de que con la nueva plaza se podía dar más esplendor a la feria y en consecuencia atraer a más turistas. La respuesta positiva de los numerosos asistentes a la reunión no se hizo esperar y fue aceptada por aclamación. En esa situación tan favorable para el cambio, los albacetenses y al frente de todos ellos la corporación municipal se pusieran manos a la obra y sin pérdida de tiempo se abrió en aquel mismo acto en el ayuntamiento una suscripción popular, que inicialmente alcanzó la cantidad de 299 750 pesetas elevada posteriormente a 338 250 pesetas, con un aumento de otros socios que se adhirieron a la idea. A pesar de la difícil situación económica del momento, se hicieron acciones de 250 pesetas pagaderas en 10 mensualidades, concediéndose al ayuntamiento el derecho de amortizarlas por sorteos anuales al tipo de emisión.
Se constituyó por escritura pública, otorgada ante el notario Juan Ciller el 9 de noviembre de 1916, una sociedad anónima con el título de Taurina de Albacete para la construcción y explotación de una plaza de toros, con un capital de 350 000 pesetas, elevado después a 500 000.

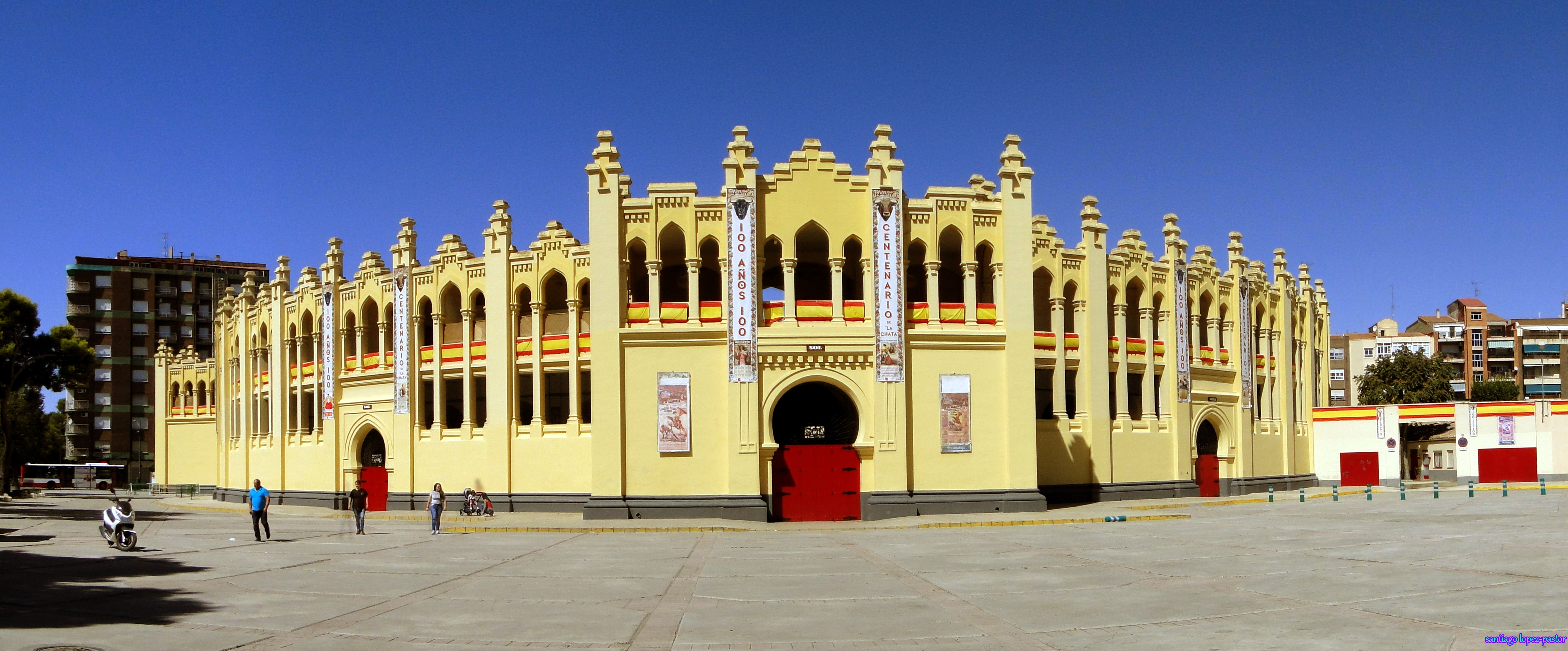
Vista panorámica sureste de la plaza de toros de Albacete

Quedó establecido en sus estatutos que el alcalde de la ciudad sería siempre presidente del consejo de administración, constituyéndose éste en la forma siguiente: presidente, el alcalde, que por aquella fecha era Francisco Fontecha Nieto, y a la vez fue elegido vocal del consejo; vicepresidente, José Mañas Guspi; tesorero, José Cabot Jubany; vocales, Francisco Fontecha Nieto, Adelardo García Moscardó, Samuel Flores Flores, Francisco Sánchez Silva y Felipe Soto Fernández; secretario, Joaquín Quijada Valdivieso. Solventados ya una serie de escollos importantes, aunque ahora faltaban otros también de mucha relevancia, como la ubicación que tendría el nuevo coso taurino. Se estuvieron realizando indagaciones para lograr el lugar más adecuado y de máxima rentabilidad y el enclave no podía ser otro, lógicamente, que terrenos situados en las inmediaciones de la feria, pues de esa manera se seguiría con la tradición, al estar situado el viejo coso en una zona cercana y también se lograba dar esplendor e importancia a la zona ferial.
Por ello, se hicieron ciertas negociaciones que llevaron consigo algunas dificultades y al final de todo se adquirió para solar un bancal de Mercedes Alfaro de Lodares, que tenía una cabida de 7 005 m², a lo que se unió posteriormente una huerta de la que era propietaria Llanos Cortés García con una extensión de 11 122 m². Se pagaron por la primera finca 17 512 pesetas y por la segunda 17 000 pesetas.

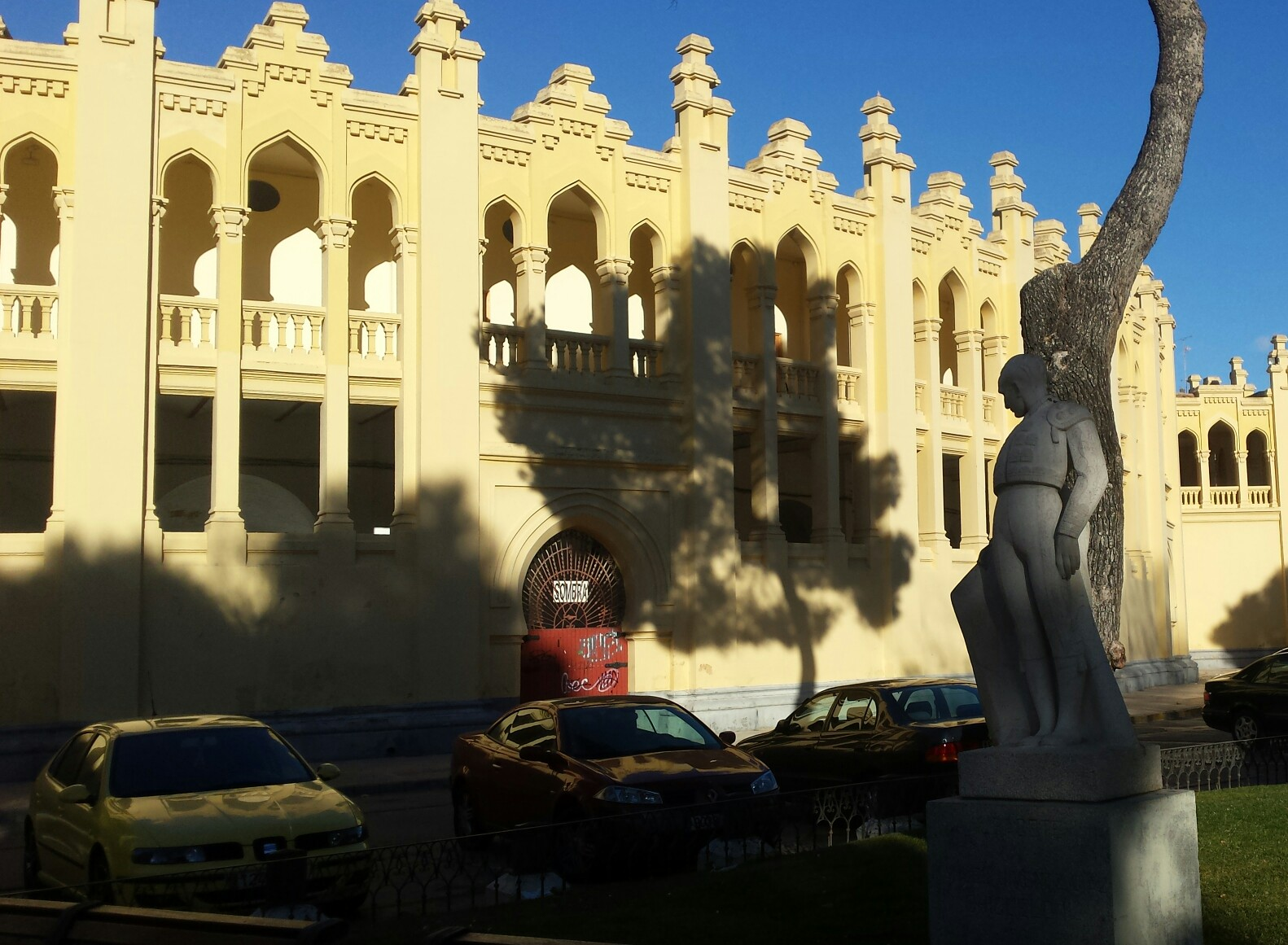
Monumento a Chicuelo II

Para la edificación del coso se creó una sociedad anónima llamada Taurina Albacete, eligiendo como arquitecto a Julio Carrilero. Las obras comenzaron el 17 de febrero de 1916 y concluyeron en un tiempo récord, el 9 de septiembre de 1917, día en el que se inauguró y en el que lidiaron astados de Fernando Villalón y la terna la conformaron Rodolfo Gaona, Joselito y Saleri II. 
En 1918 se reformaron los tendidos, colocándoles piedra de Novelda, que es la que actualmente aún existe. En 1921 se cambió la cubierta y unos veinte años más tarde se amplió el aforo.
En 1961 se inauguró junto a la puerta grande de la plaza de toros de Albacete el monumento a Chicuelo II en homenaje al famoso torero albaceteño. En 2015 se inauguró junto al otro lado de la puerta grande el monumento a Dámaso González. En 2017 se celebró su centenario.
En 2018, y tras la solicitud con base en la Ley de Patrimonio Cultural de Castilla-La Mancha de la Asociación de Amigos de los Teatros Históricos de España (AMIThE), fue declarada BIC por la Consejería de Cultura de la Junta de Comunidades de Castilla-La Mancha, con la categoría de Construcción de Interés Patrimonial.

## La plaza de toros de Albacete en la literatura
José María de Cossío calificó la plaza de toros de Albacete como «una de las más excelentes de España» en su monumental tratado taurino El Cossío.
El escritor K-Hito dijo en los años cincuenta del siglo XX que «la cuna del toreo es una cuna con ruedas. De Ronda y Sevilla se ha ido a Albacete». Esta frase refleja una tradición bastante intrincada en la sociedad albaceteña que es corroborada por el historiador Fernando Claramunt, quien indica que en 1956 en Albacete había un torero por cada 280 habitantes, entre los que destacan Manolo Navarro, Pedro Martínez Pedrés, Juan Montero, Manuel Jiménez Díaz Chicuelo II, José Gómez Cabañero, Abelardo Vergara, Pepe Osuna, Manuel Amador, Sebastián Cortés, Dámaso González o Manuel Caballero.
En la puerta grande de la plaza de toros de Albacete hay una placa que recuerda la afición taurina del célebre escritor Azorín, vinculado a la capital. Es, junto a la de Hemingway en Pamplona, la única dedicada a un genio de la literatura en una plaza de toros.

## Festejos y actividades

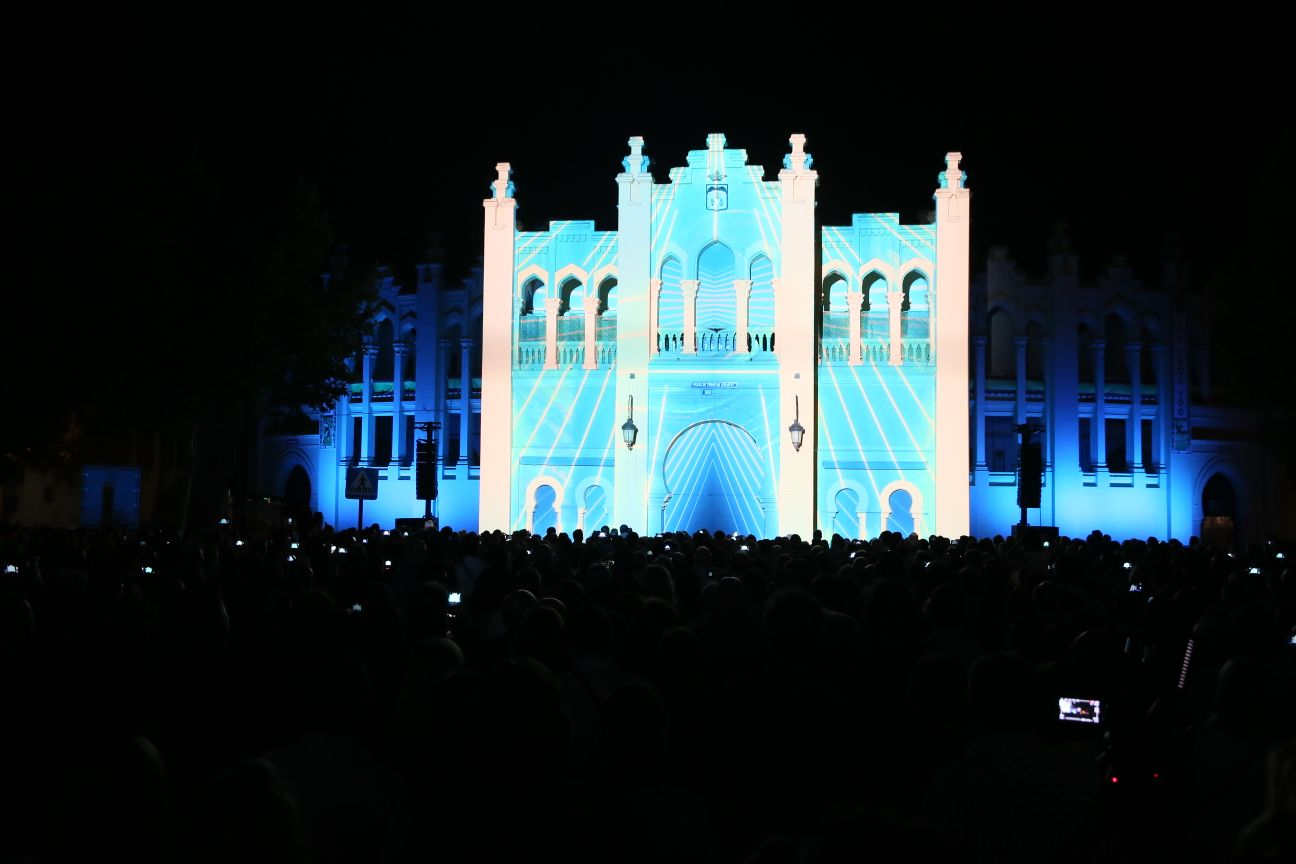
Espectáculo de luces sobre la plaza de toros de Albacete en la Feria de Albacete

La plaza de toros de la ciudad de Albacete celebra sus fiestas grandes durante la Feria de Albacete: la Feria Taurina de Albacete, así como Las Vaquillas. Otros grandes eventos que se celebran en esta plaza son la Corrida de Asprona, que congrega a las principales figuras del toreo, o el Festival Taurino del Cottolengo a beneficio de la Institución Benéfica Sagrado Corazón de Jesús de Albacete.
Además de los eventos típicamente taurinos, propios del coso, también suele albergar eventos diversos como conciertos, como en el Festival de Albacete. También acoge en numerosas ocasiones la llegada de los Reyes Magos a la ciudad de Albacete, que suelen hacerlo aterrizando en helicóptero en la plaza.

## Museo taurino
El 29 de marzo de 2023 se presentó el Centro de Interpretación de la Tauromaquia de Albacete, que tendrá su sede en la plaza de toros de la capital manchega, en el que participan los expertos Jesús Martínez Moraga, arquitecto, Miguel Lucas, antropólogo e historiador, y Maite Page, museóloga y museógrafa, para crear un museo original, innovador y tecnológico con una gran dosis de tradición.